# وستپورت (اورگن)
وستپورت (به انگلیسی: Westport) یک منطقهٔ مسکونی در ایالات متحده آمریکا است که در Clatsop County واقع شده‌است. وست‌پورت ۱٫۷۲ کیلومتر مربع مساحت و ۳۲۱ نفر جمعیت دارد.